# Michael Jessen
Michael Jessen   (Frederiksberg, 4 d'abril de 1960) és un remer danès, ja retirat, que va competir durant la dècada de 1980.
El 1980 va prendre part en els Jocs Olímpics d'Estiu de Moscou, on quedà eliminat en sèries en la prova del dos sense timoner del programa de rem. Quatre anys més tard, als Jocs de Los Angeles, guanyà la medalla de bronze en la prova del quatre sense timoner. Formà equip amb Lars Nielsen, Per Rasmussen i Erik Christiansen.